# Golmokhrān
Golmokhrān (persiska: Kalamkhvārān, گلمخران) är en ort i Iran.   Den ligger i provinsen Khorasan, i den nordöstra delen av landet, 600 km öster om huvudstaden Teheran. Golmokhrān ligger 1 932 meter över havet och antalet invånare är 117.
Terrängen runt Golmokhrān är kuperad, och sluttar österut.Runt Golmokhrān är det ganska tätbefolkat, med 56 invånare per kvadratkilometer. Närmaste större samhälle är Qūchān, 19,8 km norr om Golmokhrān. Trakten runt Golmokhrān består i huvudsak av gräsmarker.